# 견본용 이름
견본용 이름은 이름을 쓸 때 예시로 들어가는 이름이다. 대한민국에서는 아무개, 남성을 가리킬 때 홍길동과 철수와 민수가, 여성을 가리킬 때 영희가 쓰인다. 여성을 가리킬 때는 홍길순도 쓰인다.

## 영어
존 도(John Doe)와 제인 도(Jane Doe)가 쓰인다. 전산학에서 성씨를 뺀 이름으로는 앨리스와 밥이 쓰인다.

## 헝가리어
Gipsz Jakab가 쓰인다.

## 같이 보기
- 로렘 입숨, 견본용 텍스트